# レナータ・スコット
レナータ・スコット（Renata Scotto、1934年2月24日 - 2023年8月16日）は、イタリアのソプラノ歌手。ベルカント唱法の正統な伝統を受け継ぐオペラ歌手として、歌唱力に加えて美貌と演劇力によっても幅広く称賛された。2002年をもって舞台から引退したが、その後は舞台監督に加えて、イタリアやニューヨークに設立したオペラ学校で教鞭を執っていた。

## 概説
サヴォナ出身。1952年のクリスマス・イヴにミラノのテアトロ・ヌオーヴォにおいてヴェルディ《椿姫》のヴィオレッタ役でわずか18歳でオペラ界にデビューを果たす。1953年にカタラーニ《ラ・ワリー》のウォルター役で、スカラ座のオーディションを受ける。審査員の一人であった指揮者のヴィクトル・デ・サーバタは、彼女の歌唱を聞いて、「ほかの受験者のことは忘れよう」と言ったと伝えられる。《ラ・ワリー》は同年12月7日に、マリオ・デル＝モナコやレナータ・テバルディとの共演で行われ、スコットはカーテンコールで15回も舞台上に呼び戻された。
大きな突破口は1957年に訪れた。エディンバラにおいてスカラ座は、マリア・カラスをアミーナ役に迎えて、ベッリーニの《夢遊病の女》を上演した。この公演が上首尾だったために、スカラ座はもう一度上演することを決定したが、カラスは出演を拒絶したのである。たったの2日間でスコットはアミーナ役を覚え、カラスの代役として舞台に立った。23歳でスコットは世界の檜舞台に躍り出ることになったのである。
1965年10月13日に、プッチーニ《蝶々夫人》のタイトルロールを歌ってメトロポリタン歌劇場にデビュー。同劇場には1987年まで定期的に出演し、劇場近郊のウェストチェスター・カウンティに居を構えて移り住んだこともある。蝶々さん役はスコットの十八番の一つであり、ジョン・バルビローリとの共演による《蝶々夫人》全曲のEMIへの名録音は有名である。
スコットはレパートリーが幅広く、およそ45の役柄を演ずることが出来た。蝶々さん役のほかに、《椿姫》のヴィオレッタ、《愛の妙薬》のアディーナ、《ラ・ボエーム》のミミ（時にムゼッタ役のときも）、プッチーニ《三部作》のすべてのヒロイン、リッカルド・ザンドナーイ《フランチェスカ・ダ・リミニ》のフランチェスカなど。1981年の《ノルマ》の第一夜は、カラスの支持者によるブーイングに遭ったため、決して大成功だったとはいえない。しかしながらその後の1981年から1982年にかけてのメトロポリタン歌劇場における上演は、たいへん成功した。
近年では、プラシド・ドミンゴが数々のドイツ語オペラに進出しているように、ラテン系歌手のイタリア・オペラ以外への積極的な参加が目覚しいが、レナータ・スコットも1992年に《ばらの騎士》における元帥夫人を、1995年には《パルジファル》のクンドリーを演じており、そのほかに《エレクトラ》におけるクリュテムネストラを演じ、プーランクの一人オペラ《人の声》にも取り組んだ。
2023年8月16日、サヴォナで死去。89歳没。

## 日本での活動
日本には、1967年の第5次NHKイタリア歌劇団公演でのドニゼッティの『ランメルモールのルチア』の題名役でデビュー（共演は、カルロ・ベルゴンツィ、マリオ・ザナージ､プリニオ・クラバッシ､指揮はブルーノ・バルトレッティ）。
1973年の第7次イタリア歌劇団公演では、グノーの『ファウスト』のマルグリート役（共演は、ニコライ・ギャウロフ、アルフレード・クラウス、ロレンツォ・サッコマーニ、指揮はポール・エチュアン）とヴェルディの『椿姫』の題名役（共演は、ホセ・カレーラス、セスト・ブルスカンティーニ、指揮はニーノ・ヴェルキ）を歌っている。

上記の内『ルチア』と『ファウスト』は、2003年にキングレコードからDVDとして発売された。
その後も1990年代まで何度も来日し、リサイタルを開いている。

1984年の東京簡易保険会館でのリサイタルは、イタリアの Dynamic レーベルからDVDで発売されている。